# 高椒房
高氏，北魏獻文帝拓跋弘的婢妾。封椒房。
高氏是拓跋弘被迫遜位出家後的宮婢，在476年為他生了最小的兒子元詳，當年拓跋弘就被嫡母文明太后殺死。北魏舊製，未正位太子婢妾生子者稱椒房，高氏遂為椒房，兒子封王，又為北海太妃。
高太妃潑悍，愛財，對兒子管教嚴厲，卻不得法。元詳長期與堂嬸高句麗高氏通姦，高太妃一無所知。至正始元年（504年）五月，元詳被判以謀逆革爵囚禁，高太妃才知此姦情，破口大駡，親自動手打了兒子上百棍，直到精疲力盡，打得元詳十多日才能站起身。又罵媳婦劉氏不知嫉妒沒有管丈夫的姦情，命僕人打了她十幾棍，劉氏笑而受罰，一無所語。
元詳被監禁後，高太妃、劉氏婆媳按日輪流前來照顧陪伴，宣武帝便一時不方便使人下手。過了一段時間，某日婆媳兩人都不在，元詳遂死在婢女手裏。高太妃的晚年則沒有記載。